# Renata Scotto
 Renata Scotto (ur. 24 lutego 1934 w Savonie, zm. 16 sierpnia 2023 tamże) – włoska śpiewaczka operowa, sopran, pedagog, po zakończeniu kariery reżyserka operowa.

## Życiorys
Urodzona w Savonie, studiowała śpiew w Mediolanie. Zadebiutowała na operowej scenie w rodzinnym mieście główną rolą w Traviacie. Wkrótce później zagrała w tym samym teatrze tytułową bohaterkę Madame Butterfly i postanowiła spróbować swoich sił w Teatro alla Scala, zgłaszając się do konkursu na rolę w mało znanej operze Alfredo Catalaniego La Wally, zachwycając jurorów. W 1953 r. odbyło się pierwsze wystawienie tej opery, a w obsadzie Scotto znalazła się obok gwiazd takich jak Renata Tebaldi i Mario del Monaco. Jednak to właśnie dziewiętnastoletnia debiutantka okazała się być największą sensacją wieczoru, wywoływana piętnastokrotnie po zakończeniu przedstawienia.
W 1957, w dużej mierze dzięki szczęśliwemu zbiegowi okoliczności, pokazała swój talent europejskiej publiczności, w ostatniej chwili zastępując Marię Callas w roli Aminy w edynburskim przedstawieniu Lunatyczki Vincenzo Belliniego. W latach kolejnych, ciesząc się już światową sławą, nagrała Łucję z Lamermooru (grała Łucję), Cyganerię jako Mimi oraz Madame Butterfly. W tej ostatniej roli zadebiutowała w 1965 w Metropolitan Opera, z którą pozostawała związana do końca kariery. Wykreowała w niej także role Violetty w Traviacie, Lauretty w Giannim Schicchim, Siostry Angeliki oraz Musetty i Mimi w Cyganerii oraz Desdemony w Otello.
W 1970 r. została ofiarą skandalu, gdy w trakcie jej występu w roli Eleny w Nieszporach sycylijskich grupa chuliganów zakłóciła spektakl, domagając się wystąpienia Marii Callas, ongiś sławnej z wykonania tej roli. Callas, obecna na sali, po zakończeniu przedstawienia nagrodziła Scotto owacją na stojąco. Podobny incydent miał miejsce w czasie przedstawienia Normy jedenaście lat później.
W kolejnych latach kariery Scotto zarzuciła repertuar włoski, grając Marszałkową w Kawalerze srebrnej róży, Kundry w Parsifalu, Marię w Medium Menottiego i Klitajmestrę w Elektrze. Przestała śpiewać na scenie pod koniec lat. 80.
Dokonała wielu nagrań, m.in. dla Deutsche Grammophon, EMI, RCA, His Master’s Voice i Hungarotonu. Nagrała m.in. pieśni Gustava Mahlera.
Uczyła m.in. w Akademii św. Cecylii w Rzymie i prowadziła liczne kursy mistrzowskie. W 1997 założyła, działającą w lecie, Renata Scotto Vocal Academy we Włoszech (Liguria).
W 2009 roku otrzymała tytuł doktora honoris causa Juilliard School.

### Reżyserka
Scotto współpracowała z teatrami operowymi w Weronie, Nowym Yorku, na Florydzie, w Katanii, Santiago i Chicago. Wyreżyserowała m.in. Cyganerię, Madame Butterfly, Lunatyczkę, Normę i Adrianę Lecouvreur.